# Зимові Олімпійські ігри 1952
Зимові Олімпійські ігри 1952 або VI Зимові Олімпійські ігри — міжнародне спортивне змагання із зимових видів спорту, яке проходило під егідою Міжнародного олімпійського комітету у місті Осло, Норвегія з 14 лютого по 25 лютого 1952 року.

## Вибори міста проведення
| Місто             | Країна   | 1-й раунд |
| Осло              | Норвегія | 18        |
| Кортіна-д'Ампеццо | Італія   | 9         |
| Лейк-Плесід       | США      | 1         |

## Види спорту
| - Бобслей (2) - Гірськолижний спорт (6) - Ковзанярський спорт (4) - Лижне двоборство (1) | - Лижні гонки (4) - Стрибки з трампліна (1) - Фігурне катання (3) - Хокей (1) |

В дужках вказана кількість розіграних комплектів медалей.

## Учасники
В змаганнях взяли участь 694 спортсмена (585 чоловіків та 109 жінок) з 30 країн.
- Аргентина (12)
- Австралія (9)
- Австрія (39)
- Бельгія (9)
- Болгарія (10)
- Велика Британія (18)
- Греція (3)
- Данія (1)
- Ісландія (11)
- Іспанія (4)
- Італія (33)
- Канада (39)
- Ліван (1)
- Нідерланди (11)
- Німеччина (53)
- Нова Зеландія (3)
- Норвегія (73)
- Польща (30)
- Португалія (1)
- Румунія (16)
- США (65)
- Угорщина (12)
- Фінляндія (50)
- Франція (26)
- Чехословаччина (22)
- Чилі (3)
- Швейцарія (55)
- Швеція (65)
- Югославія (6)
- Японія (13)

В дужках зазначена кількість спортсменів від країни.

## Організація змагань
Усі змагання пройшли в Осло за виключенням гірськолижного спорту, змагання з якого відбувалися на гірському хребті Норефьєль в 113 км від Осло.
Спеціально до ігор в столиці Норвегії був збудований готель для представників преси і високопосадовців країн-учасниць і три будинки, в яких розміщувались спортсмени і їх тренери. Ці будівлі стали першим в історії зимових Олімпійських ігор Олімпійським селищем.

## Медальний залік
| Місце  | Країна          | Золото | Срібло | Бронза | Загалом |
| ------ | --------------- | ------ | ------ | ------ | ------- |
| 1      | Норвегія        | 7      | 3      | 6      | 16      |
| 2      | США             | 4      | 6      | 1      | 11      |
| 3      | Фінляндія       | 3      | 4      | 2      | 9       |
| 4      | Німеччина       | 3      | 2      | 2      | 7       |
| 5      | Австрія         | 2      | 4      | 2      | 8       |
| 6      | Канада          | 1      | 0      | 1      | 2       |
| 6      | Італія          | 1      | 0      | 1      | 2       |
| 8      | Велика Британія | 1      | 0      | 0      | 1       |
| 9      | Нідерланди      | 0      | 3      | 0      | 3       |
| 10     | Швеція          | 0      | 0      | 4      | 4       |
| 11     | Швейцарія       | 0      | 0      | 2      | 2       |
| 12     | Франція         | 0      | 0      | 1      | 1       |
| 12     | Угорщина        | 0      | 0      | 1      | 1       |
| Всього | Всього          | 22     | 22     | 23     | 67      |